# Harold Timperley
Harold John Timperley (1898-1954) foi um jornalista australiano, conhecido por seus relatos da China na década de 1930, e pelo livro What War Means  (O que significa a guerra, 1938), baseado neles. 
Timperley começou sua carreira como jornalista na China, em 1921, escrevendo para o jornal britânico Manchester Guardian  (actual The Guardian) a partir de 1928, desde Pequim (1921-1936), Xangai (1936-1938) e Nanquim (Maio-Setembro de 1937). Tornou-se um editor da revista ASIA em 1934. Casou-se com Elizabeth Chambers, em Nanquim, em agosto de 1937.

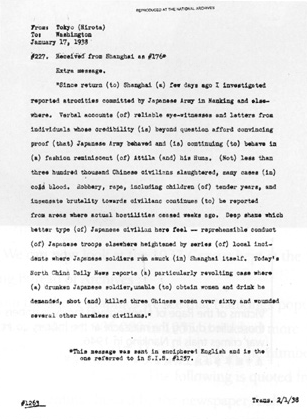
O telegrama de Timperley relatando o Massacre de Nanquim, interceptado e decodificado pelos americanos em 17 de janeiro de 1938.

Depois da invasão japonesa, seus relatos para o Manchester Guardian estiveram entre as poucas informações de primeira-mão disponíveis no Ocidente. Seus telegramas de Xangai, embora censurados por vezes, formaram a base dos primeiros escritos sobre o massacre.
Timperley trocou Xangai por Londres no início de abril de 1938. Lá, publicou o livro O que significa a guerra, que ele também editou, e contém o seu relato, além dos documentos oficiais. O livro recebeu grande atenção, e foi publicado nos Estados Unidos com o título The Japanese Terror in China (O Terror Japonês na China). Seu conteúdo foi contestado por alguns  historiadores japoneses, incluindo Minoru Kitamura, mas apoiado por outros, como Tomio Hora.
Timperley envolveu-se numa tentativa de convencer o Reino Unido a agir em prol da China. Próximo aos nacionalistas e a Chiang Kai-shek, especula-se até que ponto ele teria sido simplesmente apoiado por eles, ou teria se envolvido em propaganda a seu favor. Não se contesta que ele assumiu uma linha de pensamento fortemente contrária à guerra, e, num nível pessoal, mantinha amizades com japoneses, incluindo o chefe da agência de notícias Domei, Matsumoto Shigeharu. 
Em 1939 ele abandonou o jornalismo e passou a trabalhar como conselheiro para o Ministério de Informação chinês. Continuou a escrever sobre tópicos relacionados ao Japão, incluindo o pensador nacionalista Yoshida Shoin, até o final da Guerra do Pacífico. A partir de 1943, ele trabalhou para a Organização das Nações Unidas.
Em 1946, passou a trabalhar para a UNRRA, no seu escritório em Xangai. Em 1947, o Conselho de Segurança das Nações Unidas estabeleceu um comitê na Indonésia para fomentar negociações entre o país e os Países Baixos, e Timperley foi designado como Vice-Secretário-Geral do comitê até 20 de outubro de 1948. Após terminar seu período no cargo, trabalhou para a UNESCO, em Paris.
Ao sair da UNESCO, em 1950, Timperley foi para a Indonésia como conselheiro técnico do Ministério do Exterior daquele país. No entanto, uma doença tropical forçou o seu retorno a Londres, no ano seguinte.
Pouco tempo após a sua chegada em Londres, entrou em contato com a Sociedade Religiosa dos Amigos, tornando-se um membro da comunidade em 1952. A partir de janeiro de 1954, ele apoiou a campanha War on Want, que combatia a pobreza e a miséria, atuando como um executivo voluntário em tempo integral. Organizou a primeira Conferência War on Want, em maio de 1954.
No dia 25 de novembro do mesmo ano foi encontrado numa cama, em estado de semi-consciência, e levado para um hospital em Cuckfield, onde veio a falecer no dia seguinte.

## Obras
- What War Means: The Japanese Terror in China, London, Victor Gollancz Ltd,1938. (Existem duas edições, a do Left Book Club e a não-LBC .)
- The Japanese Terror in China, New York, Modern Age Books, 1938.(a edição norte-americana de What War Means)
- Japan: A World Problem, New York, The John Day Company, 1942.
- Australia and the Australians, New York, Oxford University Press, 1942
- Some Contrast Between China and Japan in The Light of History /10 page leaflet, London, The China Society, data de publicação desconhecida.
- The War on Want /5 page leaflet, London, Gledhill & Ballinger Ltd., 1953